# Rem (física)
O rem (röntgen equivalent in man (ou mamíferos) é uma unidade de medida de radiação, produto da dose absorvida em Rad e um fator ponderado WR que leva em conta a efetividade da radiação que causa danos biológicos. Um rem é uma grande quantidade de radiação, então o millirem (mrem), que é milésima parte do rem, é utilizado para dosagens comumente encontradas tais como em equipamentos médicos de raio-x. 700 Rem de radiação é o suficiente para matar um homem adulto.